# 일랴 자바르니
일랴 보리소비치 자바르니(우크라이나어: Illya Borysovych Zabarnyi, 2002년 9월 1일 ~ )는 우크라이나의 축구 선수이다. 그의 포지션은 수비수로, 현재 프랑스 리그 1의 파리 생제르맹에서 활약하고 있다.

## 클럽 경력

### 디나모 키이우
자바르니는 그의 고향인 키이우 연고의 디나모 키이우 청소년 클럽을 졸업했다. 그의 첫 감독은 세르히 베제나르와 아르템 야쉬킨이었다.
그는 우크라이나 프리미어리그 리저브의 FC 디나모 키이우에서 뛰었고 2019년 7월에 1군으로 승격되었다. 자바르니는 2020년 9월 11일, 데스나 체르니히우와의 무승부로 끝난 홈경기에서 우크라이나 프리미어리그 데뷔전을 치렀다.

### 본머스
2023년 1월 31일, 자바르니는 프리미어리그의 본머스와 5년 6개월 계약을 맺고 이적했다.

## 국가대표팀 경력
2020년 자바르니는 9월 우크라이나 U-21 대표팀에 소집되어 핀란드 U-21 대표팀과의 경기에서 데뷔전을 치렀다.
그는 2020년 10월 7일, 프랑스와의 친선 경기에서 우크라이나 축구 국가대표팀 데뷔전을 치렀다.

## 수상 내역
디나모 키이우
- 우크라이나 프리미어리그: 2020–21
- 우크라이나 컵: 2020–21
- 우크라이나 슈퍼컵: 2020

개인
- 우크라이나 올해의 재능 (U-19): 2020, 2021